# Tommy Asinga
 (juillet 2023).
Si vous disposez d'ouvrages ou d'articles de référence ou si vous connaissez des sites web de qualité traitant du thème abordé ici, merci de compléter l'article en donnant les références utiles à sa vérifiabilité et en les liant à la section « Notes et références ».
Tommy Asinga (né le 20 novembre 1968 à Moengo) est un athlète surinamien, spécialiste du 400 m, du 800 m et du 1 500 mètres.

## Biographie
Tommy Asinga représente le Suriname lors des olympiades de 1988, 1992 et 1996. Il est le porte-drapeau de sa délégation lors des Jeux olympiques de Barcelone.
En 1991, il remporte la médaille de bronze du 800 mètres des Jeux panaméricains en parcourant la distance en 1 min 47 s 24.
Durant sa carrière sportive, Asinga représente l'université de l'Est du Michigan avec laquelle il participe à de nombreuses compétitions universitaires. Après sa retraite sportive, il suit le cursus de médecine vétérinaire de l'Université Tuskegee.
Il détient toujours les records nationaux du 400 m, du 800 m et du 1 500 m avec les temps respectifs de 46 s 89, de 1 min 46 s 74 et de 3 min 55 s 69.

## Vie privée
A la fin de ses études, il emménage à Lusaka, la capitale de la Zambie. Il est l'époux de l'ancienne sprinteuse zambienne Ngozi Mwanamwambwa (en). Ensemble, ils ont un fils, Issam Asinga, qui est également athlète professionnel.

## Palmarès
| Date | Compétition                    | Lieu      | Résultat | Épreuve | Marque        |
| ---- | ------------------------------ | --------- | -------- | ------- | ------------- |
| 1988 | Jeux olympiques                | Séoul     | DQ       | 800 m   | -             |
| 1991 | Jeux panaméricains             | La Havane | 3e       | 800 m   | 1 min 47 s 24 |
| 1991 | Championnats du monde          | Tokyo     | Séries   | 800 m   | 1 min 47 s 33 |
| 1992 | Jeux olympiques                | Barcelone | ½ finale | 800 m   | 1 min 46 s 78 |
| 1995 | Championnats du monde en salle | Barcelone | Séries   | 800 m   | 1 min 51 s 83 |
| 1995 | Championnats du monde          | Göteborg  | Séries   | 800 m   | 1 min 51 s 60 |
| 1996 | Jeux olympiques                | Atlanta   | Séries   | 800 m   | 1 min 48 s 29 |

## Records
| Épreuves | Épreuves  | Temps            | Lieu         | Date        |
| -------- | --------- | ---------------- | ------------ | ----------- |
| 400 m    | Plein air | 46 s 89 (NR)     | La Havane    | 4 août 1991 |
| 800 m    | Plein air | 1 m 46 s 74 (NR) | Indianapolis | 9 mai 1992  |
| 800 m    | En salle  | 1 m 50 s 52      | Atlanta      | 2 mars 1996 |
| 1 500 m  | Plein air | 3 m 55 s 69 (NR) | Ann Arbor    | 12 mai 1991 |